# La Cajeta
La Cajeta är en ort i Mexiko.   Den ligger i kommunen Jerécuaro och delstaten Guanajuato, i den södra delen av landet, 150 km väster om huvudstaden Mexico City. La Cajeta ligger 2 034 meter över havet och antalet invånare är 139.
Terrängen runt La Cajeta är kuperad åt nordost, men åt sydväst är den platt. Runt La Cajeta är det ganska tätbefolkat, med 104 invånare per kvadratkilometer. Närmaste större samhälle är Maravatío, 13,2 km söder om La Cajeta. I omgivningarna runt La Cajeta växer huvudsakligen savannskog.